# Michelle Wild
Pour les articles homonymes, voir Wild.
Michelle Wild (Katalin Vad de son vrai nom), née le 16 janvier 1980 à Sátoraljaújhely, est une ancienne actrice pornographique hongroise.

## Biographie
Elle est tout d'abord opératrice pour un phone sex et danseuse érotique avant de se lancer dans l'industrie du porno. Son premier film s'intitule Sex Opera (2001). Elle travaille ensuite quasiment en exclusivité pour le studio Private et le réalisateur Kovi.
Elle gagne la récompense de meilleure actrice de l'année au festival érotique de Bruxelles en 2003. Cette même année, Private produit une sorte de documentaire « X » intitulé The Private Life of Michelle Wild. Le film alterne entre évocations des désirs de Michelle et scènes pornographiques issues de ses précédents films.
Elle met un enfant au monde fin 2004 et se retire alors du cinéma porno.
Actuellement, elle incarne l'infirmière Ivett Janovics dans une série hongroise qui s'appelle Jóban Rosszban (Dans les bons comme dans les mauvais moments) et qui passe sur TV2 (Hongrie).

## Récompenses
- 2003 - Venus Awards - Award de la meilleure actrice
- 2003 - Barcelona International Erotic Film Festival Ninfa Award - Meilleur second rôle dans Hot Rats
- 2004 - Brussels Erotic Film Festival X Award - Meilleure actrice
- 2004 - AVN Award, Best Tease Performance